# Kabinett Gömbös

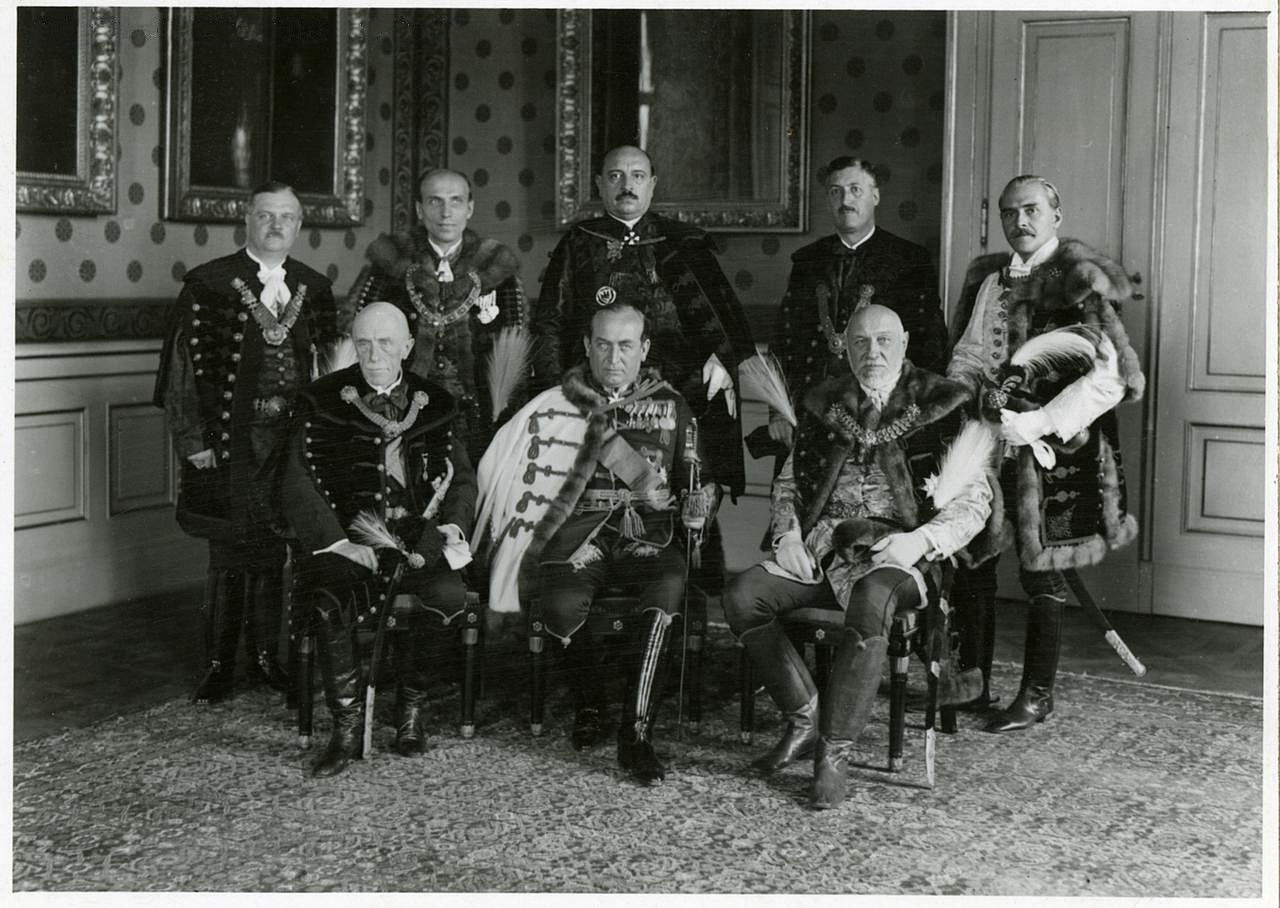
Kabinett Gömbös

Das Kabinett Gömbös war die Regierung des Königreichs Ungarn von 1932 bis 1936. Es wurde am 1. Oktober 1932 vom ungarischen Ministerpräsidenten Gyula Gömbös gebildet und bestand bis zum 12. Oktober 1936. Da Gömbös am 6. Oktober 1936 starb, übernahm Kálmán Darányi vorübergehend das Amt des Ministerpräsidenten.

## Minister
Parteien:
_ Nemzeti Egység Pártja (Nationale Partei der Einheit)
_ parteilos
| Amt                                  | Amtsträger | Amtsträger               | Beginn Amtszeit   | Ende Amtszeit       |
| ------------------------------------ | ---------- | ------------------------ | ----------------- | ------------------- |
| Ministerpräsident                    |            | Gyula Gömbös             | 1. Oktober 1932   | 6. Oktober 1936 (†) |
| Ministerpräsident                    |            | Kálmán Darányi (interim) | 6. Oktober 1936   | 12. Oktober 1936    |
| Innenminister                        |            | Ferenc Keresztes-Fischer | 1. Oktober 1932   | 4. März 1935        |
| Innenminister                        |            | Miklós Kozma             | 4. März 1935      | 12. Oktober 1936    |
| Außenminister                        |            | Endre Puky               | 1. Oktober 1932   | 7. Januar 1933      |
| Außenminister                        |            | Gyula Gömbös (interim)   | 7. Januar 1933    | 4. Februar 1933     |
| Außenminister                        |            | Kálmán Kánya             | 4. Februar 1933   | 12. Oktober 1936    |
| Verteidigungsminister                |            | Gyula Gömbös             | 1. Oktober 1932   | 6. Oktober 1936 (†) |
| Verteidigungsminister                |            | József Somkuthi          | 6. Oktober 1936   | 12. Oktober 1936    |
| Finanzminister                       |            | Béla Imrédy              | 1. Oktober 1932   | 6. Januar 1935      |
| Finanzminister                       |            | Tihamér Fabinyi          | 6. Januar 1935    | 12. Oktober 1936    |
| Justizminister                       |            | Andor Lázár              | 1. Oktober 1932   | 12. Oktober 1936    |
| Ackerbauminister                     |            | Miklós Kállay            | 1. Oktober 1932   | 9. Januar 1935      |
| Ackerbauminister                     |            | Kálmán Darányi           | 9. Januar 1935    | 12. Oktober 1936    |
| Minister für Kultus und Unterricht   |            | Bálint Hóman             | 1. Oktober 1932   | 12. Oktober 1936    |
| Minister für Handel und Verkehr      |            | Tihamér Fabinyi          | 1. Oktober 1932   | 4. März 1935        |
| Minister für Handel und Verkehr      |            | Géza Bornemisza          | 4. März 1935      | 2. September 1935   |
| Minister für Handel und Verkehr      |            | István Winchkler         | 2. September 1935 | 12. Oktober 1936    |
| Minister für Industrie (ab 01.08.35) |            | Géza Bornemisza          | 1. August 1935    | 15. November 1938   |

## Quelle
- A Gömbös kormány